# Esther Byrnes
Esther Fussell Byrnes (1867–1946) fue una bióloga estadounidense. Fue miembro de la Academia de Ciencias de Nueva York. También fue tutora de las princesas de la familia real japonesa entre 1926 y 1927.
Realizó descubrimientos en la biología marina, y fue una de las primeras mujeres que se dedicó a estudiar los copépodos.

## Obras
- Byrnes, E. F. (1909). «The Fresh Water Cyclops of Long Island». Cold Spring Harbor Monographs (The Brooklyn Institute of Arts and Sciences) 7. doi:10.5962/bhl.title.10398.
- Byrnes, E. F. (1921). «The Metamorphosis of Cyclops americanus Marsh and Cyclops signatus var. tenuicornis». Cold Spring Harbor Monographs (The Brooklyn Institute of Arts and Sciences) 9.